# Dissimilació
La dissimilació és, en fonètica, l'alteració de l'articulació d'un so per a diferenciar-lo d'un altre que és igual o semblant. Com a conseqüència, els dos sons semblants tendeixen a diferenciar-se.
Per exemple: comunió > cumanió; peregrí > pelegrí; plourà > [pləw'ra]; mourà > [məw'ra]; roureda > [rəw'rεda]; prendre > ['pεndrə]; processó > professó; Santa Eulàlia > Santaulària; vigíla > vegíla; ningú > dingú, només > domés, bona nit > bora nit (dissimilacions de nasals); faldilla > fandilla, qualsevol > quansevol (dissimilacions líquides).
Històricament s'han produït moltes modificacions per dissimilació, com de BARCINONE(M) a Barcelona.
El canvi de TARROJA (<"TERRA ROJA") a Torroja és, en canvi, el fenomen fonètic de l'assimilació.